# Псково-Печерский монастырь
Успе́нский Пско́во-Пече́рский монасты́рь — один из самых крупных и известных в России мужских монастырей с многовековой историей. Название монастыря связано с находящимися в нём пещерами, называемыми «Богом зданными» (то есть созданными Богом). В 1473 году здесь была освящена пещерная церковь Успения Богородицы, выкопанная преподобным Ионой в холме из песчаника. Этот год считается годом основания монастыря. Холм, в котором находятся Успенская церковь и Богом зданные пещеры, называется Святой горой.
Монастырь ни разу за всю свою историю не закрывался. В межвоенный период (с февраля 1920 до января 1945 года) находился в пределах независимой Эстонии, благодаря чему не был закрыт (все монастыри на территории СССР были закрыты к концу 1920-х годов).
Игумен монастыря — архиепископ Печерский Матфей (Копылов) (с 10 апреля 2024 года).

## История

### Ранняя история монастыря
Достоверных сведений о начале монашеской жизни на месте современного монастыря нет, как не проводилось и научных исследований происхождения расположенных в монастыре пещер. Эти пещеры расположены в отложениях песчаника по берегам ныне существующего ручья Каменец. На основании исследования других находящихся в Печорах пещер, о которых исследователем И. А. Агаповым был сделан вывод об их природном эрозионно-суффозионном происхождении, пещеры, находящиеся в Псково-Печерском монастыре, также могут быть природного происхождения.

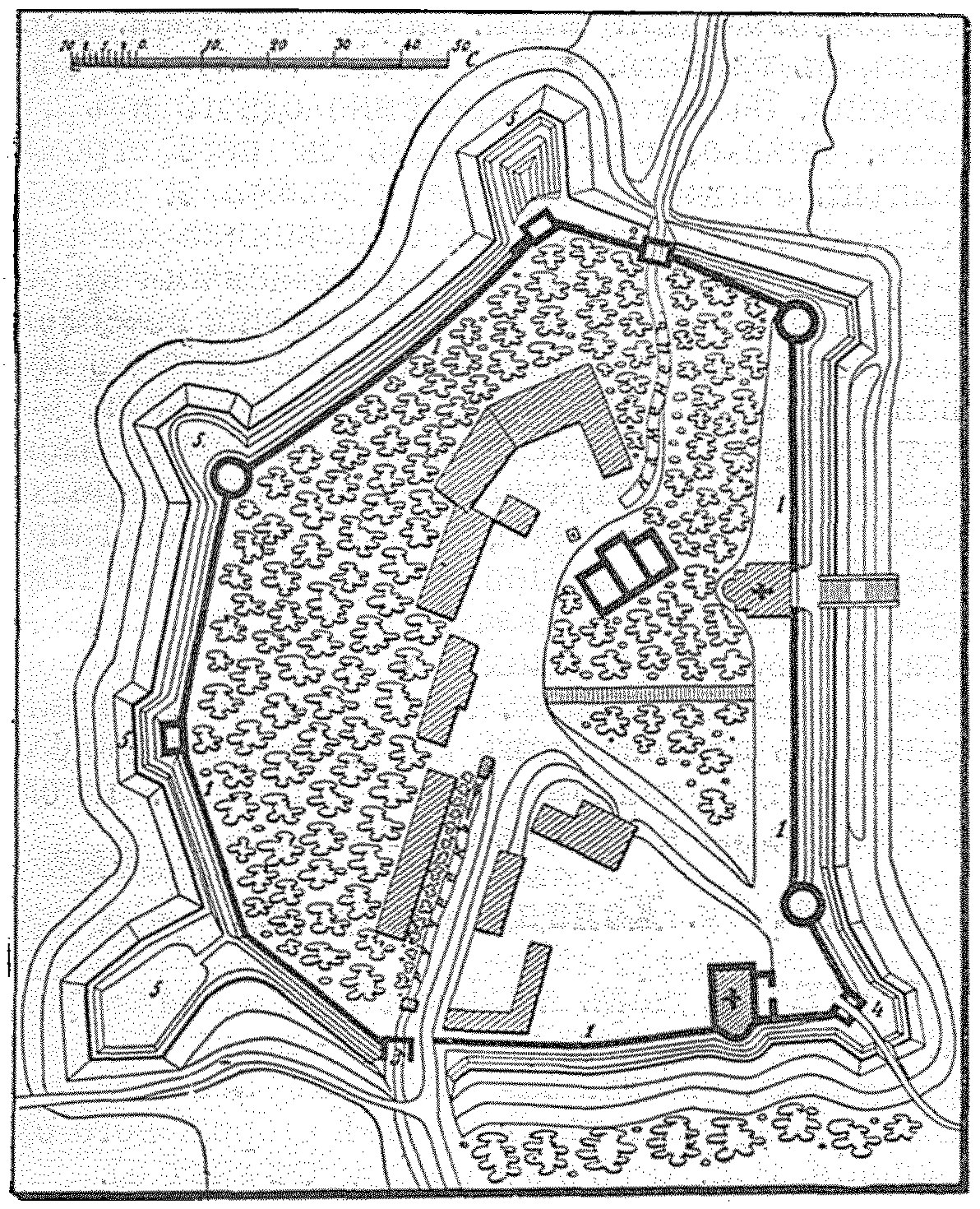
План монастыря
(схема из статьи «Печорский монастырь»
«Военная энциклопедия Сытина», 1915)

Предания о начале монашеской жизни в этих пещерах зафиксированы в монастырской летописи и впоследствии развитые в псково-печерском патерике. Возможно, что некоторые подробности были добавлены к этим преданиям уже в XX веке. По преданию, пещеры стали известны местным жителям в 1392 году. Эта условная дата, совпадающая с годом смерти Сергия Радонежского, была выбрана для указания символической преемственности духовной жизни. В пещерах поселились монахи, бежавшие в псковскую землю с юга, от набегов крымских татар. Из предания известно имя только одного из этих затворников, преподобного Марка, называемого «начальным иноком» монастыря. Если ранние публикации предания указывают на легендарность личности Марка, то в более поздних изданиях истории монастыря Марк уже является персонажем историческим. Согласно преданию, земля вокруг будущего монастыря досталась Ивану Дементьеву, который случайно (по Божьему промыслу) нашёл пещеру, на которой к тому времени уже была надпись «Богом зданные пещеры».
Согласно монастырской летописи в 1470 году в пещере поселился священник Иоанн, ранее служивший в церкви великомученика Георгия в Юрьеве-Ливонском (Дерпте, ныне Тарту в Эстонии). Рядом с Богом зданными пещерами он ископал пещеру, в которой устроил церковь в честь Успения Пресвятой Богородицы, освящённую в 1473 году. В его трудах ему помогала супруга Мария, принявшая иноческий постриг с именем Васса. После её кончины Иоанн принял постриг с именем Иона. Иван Деменьтьев передал участок земли инокам и вскоре вокруг храма образовалась маленькая обитель. Пещеры стали кладбищем для иноков.
Находясь на границе между Россией и Ливонией, где владычествовали немцы, обитель не раз (согласно монастырской летописи) подвергалась разорению со стороны ливонцев. Подъём монастырской жизни, зафиксированный уже не только преданием в монастырской летописи, но и в псковской летописи, начался в 1519 году, когда Московское правительство в лице псковского дьяка Мисюря Мунехина и его подьячего Ортюши Псковитина «назирати убогое место, незнаемо никем же, под немецким рубежом» — распознали стратегическое значение положения монастыря напротив (в 20 километрах) от ливонской крепости Нейгаузен. В 1523 году при игумене Дорофее стараниями Мунехина монастырь был укреплён деревянными стенами, расширен пещерный храм и на Святой горе поставлена церковь во имя Антония и Феодосия — основателей Киево-Печерской лавры. Посвящением монастырского собора Успению (как в лавре), а церкви — Антонию и Феодосию, так же подчёркивалась преемственность духовной жизни и значительность нового монастыря. Следующий игумен Герасим ввёл в монастыре общежительный устав по образцу Киево-Печерского, утверждённый так же и благотворителем монастыря Мунехиным.

### XVIII — середина XX века

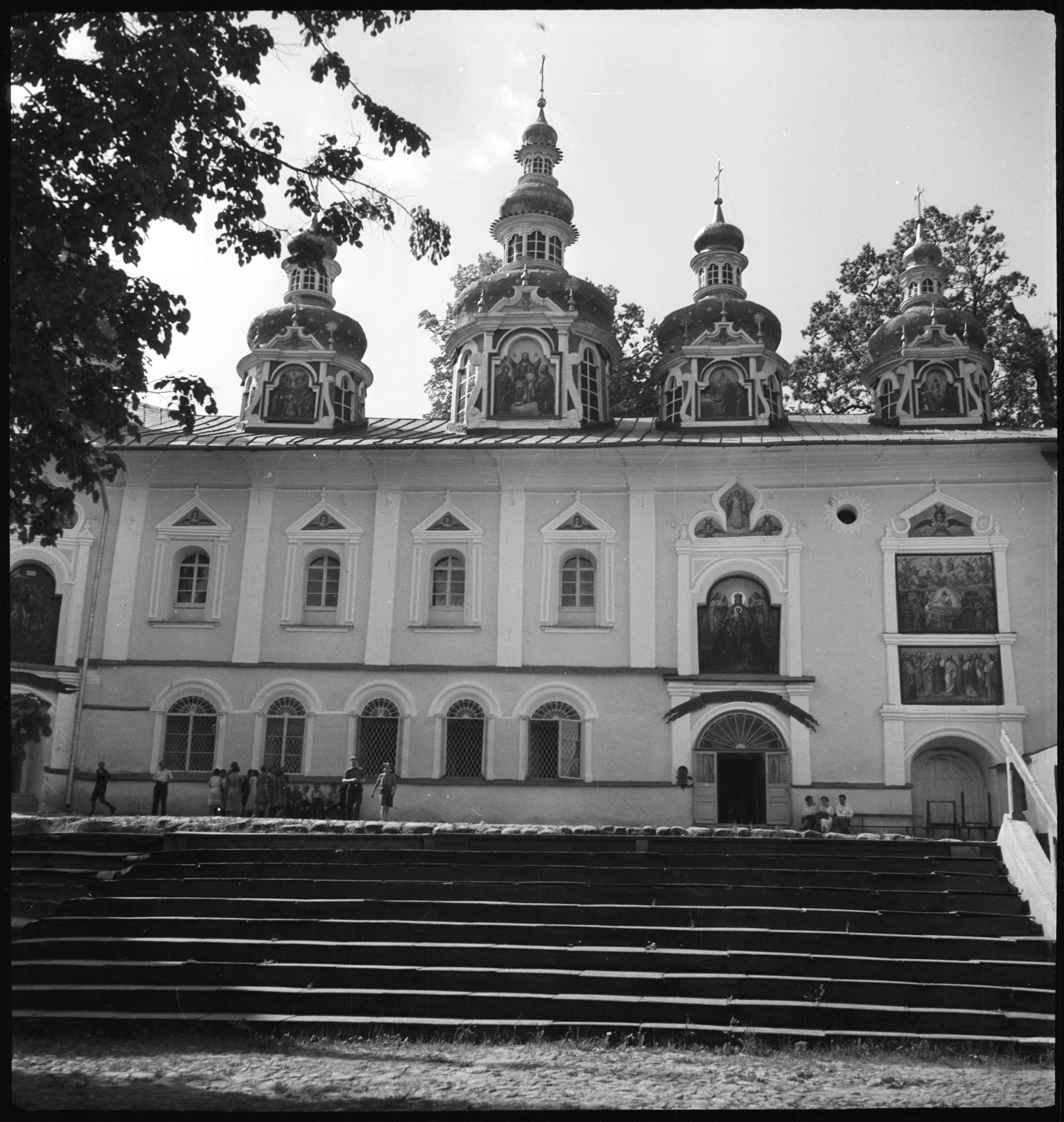
Псково-Печерский монастырь. Успенско-Покровский храм. 1937 год

Настоящий расцвет обители связан с её последующим игуменом, преподобномучеником Корнилием. В 1541 году он поставил в монастыре трапезную церковь во имя Благовещения Пресвятой Богородицы, расширил Успенскую церковь, прокопал далее монастырские пещеры. При нём обитель превратилась в сильную крепость, вокруг монастыря были воздвигнуты каменные стены (1558—1565 года) и построена надвратная церковь во имя Николая Чудотворца (1564 или 1565 год). Игумен Корнилий умер в 1570 году, согласно преданию был собственноручно убит заподозрившим измену царём Иоанном Грозным. Согласно рукописи, хранящейся в Троице-Сергиевой лавре, это произошло у монастырских ворот. Раскаявшись, царь понёс тело игумена в Успенский храм. С тех пор путь от Никольского храма до Успенской церкви называют «Кровавым путём».
Стены монастыря служили его обороне более 150 лет — до заключения Ништадтского мира в 1721 году. За это время монастырь выдержал осады войск польского короля Стефана Батория (1581 год), польских отрядов под командованием Я. Ходкевича и А. Лисовского и шведских войск короля Густава II Адольфа (с перерывами в 1611—1614 годах), войск шведского короля Карла XII (в 1703 году).
В 1758—1759 годах над Успенским храмом была возведена Покровская церковь. В 1792—1800 годах в монастыре была построена церковь в честь Лазаря Четверодневного, в 1815—1827 годах в память избавления Пскова от наполеоновских войск был сооружён Михайловский собор, в 1870 году была устроена Сретенская церковь.
В 1920 году, по Тартускому мирному договору, город Печоры (Петсери) и Печорский уезд отошли Эстонии и оставалась там вплоть до присоединения Эстонии к СССР в 1940 году. В 1933—1940 годы при монастыре действовала Печерская духовная семинария.

### Во время Второй мировой войны
После оккупации Псково-Печерский монастырь продолжал оставаться в двойном подчинении: митрополиту Таллинскому Александру (Паулусу) и экзарху Прибалтики митрополиту Сергию (Воскресенскому). С 1940 года и до октября 1941 года наместником монастыря являлся архимандрит Парфений (Шатинин). В октябре 1941 года игумен Парфений (Шатинин) ушёл на покой по старости, и по решению старцев руководство принял игумен Павел (Горшков), управлявший монастырём до ареста советскими спецслужбами в конце 1944 года. C августа 1941 по февраль 1944 года братия монастыря вместе с игуменом Павлом (Горшковым) участвовали в Псковской православной миссии. Целью этой миссии было возрождение духовной жизни на захваченных немцами территориях. Весной 1942 года в монастыре поселился оказавшийся на оккупированной территории схиепископ Макарий (Васильев), который ранее находился на «нелегальном положении».

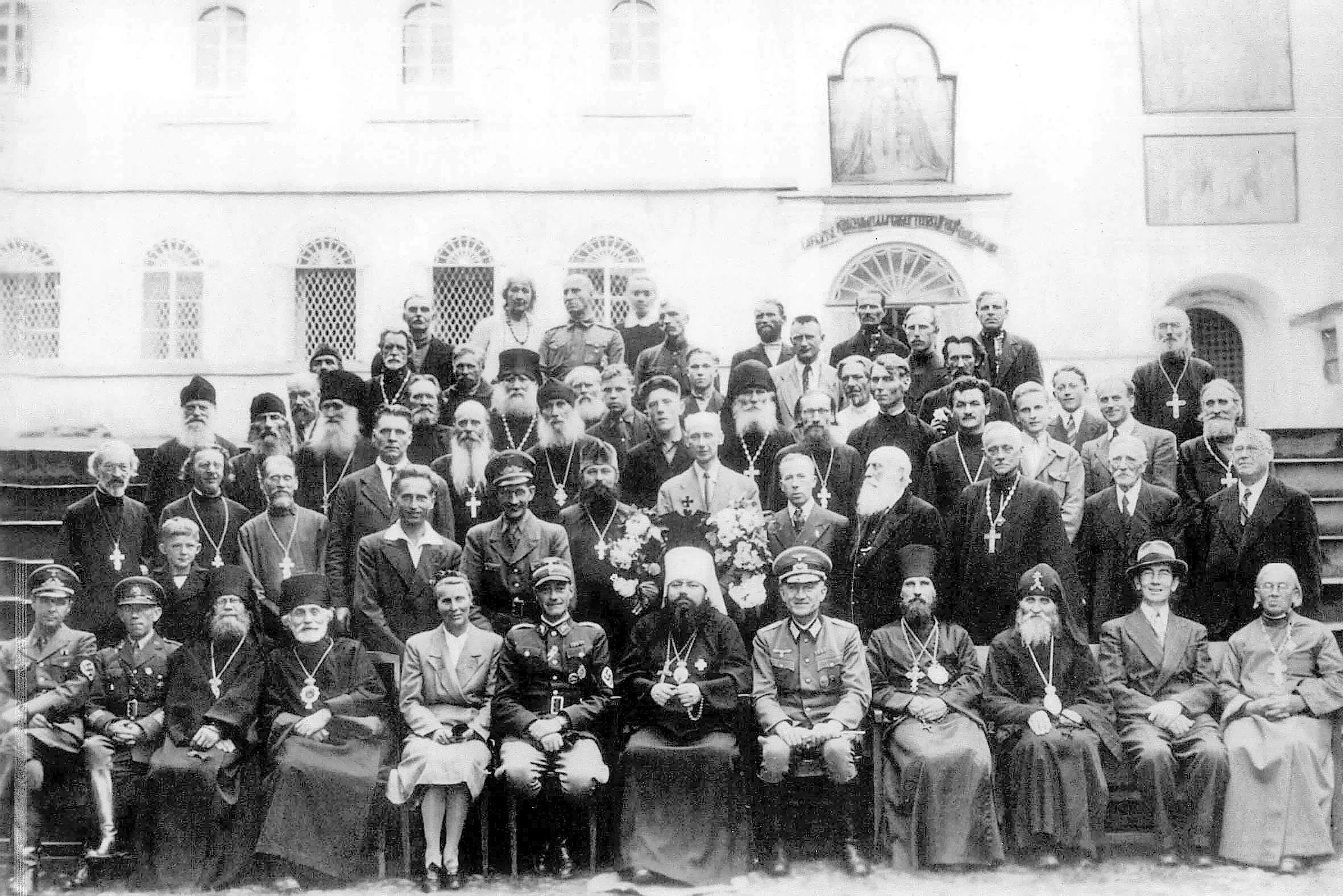
Духовенство Псковской православной миссии и представители немецкой администрации на архиерейском совещании 28 августа 1943 года

В годы оккупации в Псково-Печерском монастыре проходили съезды и совещания высшего духовенства Балтийского экзархата, в частности «архипастырское совещание», состоявшееся 28 августа 1943 года в Сретенском храме, в котором приняли участие: митрополит Виленский и Литовский Сергий (Воскресенский), экзарх Латвии и Эстонии, архиепископ Нарвский Павел (Дмитровский), епископ Рижский Иоанн (Гарклавс), епископ Ковенский Даниил (Юзвьюк), схиепископ Макарий (Васильев) и другие. Монастырскую братию представлял игумен Павел (Горшков), монахи Илья, Аркадий, Никон, схииеромонах Симеон (Желнин). Со стороны оккупационных властей присутствовали: гебитскомиссар Псковского округа А. Беккинг с супругой, городской голова города Петсери, префект полиции.
В мае 1943 года Псково-Печерский монастырь посетил и выступил перед насельниками А. А. Власов. Власов приезжал за пастырским благословением, он получил и благословение и всемерную поддержку. Духовенство монастыря обратились к верующим с воззванием, именем Бога призывая вступать добровольцами в РОА. В монастырь приезжал известный монархист Яков Шаховской, сын Константина Шаховского, здесь при помощи иноков он создавал из местного населения профашистскую организацию «Молодые русские энтузиасты». Рядом с монастырём, в деревне Печках, нацистами была организована разведшкола, в которой готовили от 80 до 100 шпионов и диверсантов для засылки в партизанские отряды и в тыл Красной армии. Монахи и «молодые русские энтузиасты» работали в тесном контакте с руководством школы, помогая отбирать проверенных кандидатов. Монахи Псково-Печерского монастыря, по благословению митрополита Сергия совершали молебствия «О даровании Господом сил и крепости германской армии и ее вождю для окончательной победы над большевизмом», посылали поздравительные телеграммы и коллективные подарки ко дню рождения Гитлера и т. д. Советский писатель Геннадий Геродник пишет о том, что по распоряжению игумена Павла, насельники: иеромонах Серафим (Розенберг), иеродиакон Вукол (Николаев), диакон Илья (Нечаев) и послушник Серафим Селиванов помогли гитлеровцам вывезти в Германию накопленные веками сокровища монастырской ризницы. По мнению наместника Псково-Печерского монастыря (1995—2018) Тихона (Секретарева), ризница была вывезена по распоряжению Прибалтийского экзарха Сергия и гебитскомиссара Бекинга, а монахи согласились на вывоз ризницы для её сохранности. В деле по реабилитации игумена Павла сообщалось, что он, по его словам, лишь позволил вывезти ризницу.
Во время войны храмы монастыря пострадали от артиллерийских обстрелов, подверглись разрушениям Трапезная и Братский корпус. В ночь с 31 марта на 1 апреля 1944 во время налёта советской авиации в монастыре осколком бомбы убит схиепископ Макарий (Васильев). После освобождения Псковщины игумен Павел (Горшков) был включён в комиссию по расследованию преступлений оккупантов в Псковщине. Но в октябре 1944 года последовал арест, он вместе с иеромонахом Лином (Леонтием Никифоровичем Никифоровым), заведующей монастырским хозяйством Татьяной Архиповной Хитровой, кучером монастыря Ефимом Петровичем Петровым, а также заведующим иконописной мастерской Эльзой Грюнверк был обвинён в сотрудничестве с оккупантами. Был осуждён на 15 лет за антисоветскую деятельность. Умер в 1950 году. В 1990 году прокуратурой Псковской области было отказано в реабилитации. Реабилитирован в 1997 году.

### Послевоенное время

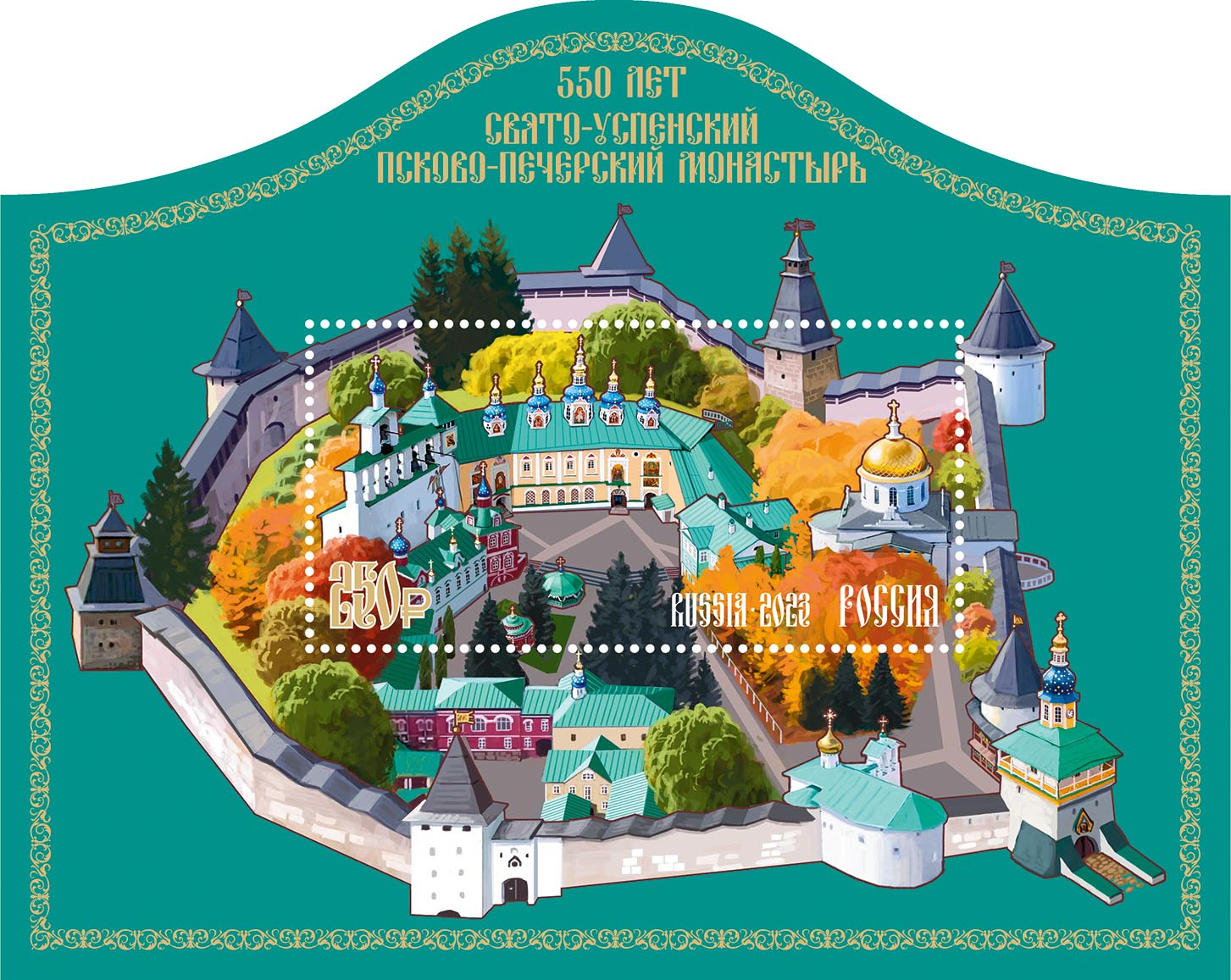
Свято-Успенский Псково-Печерский монастырь на почтовом блоке России 2023 года в честь 550-летия обители

16 января 1945 года Печорский район был передан из Эстонской ССР в состав Псковской области РСФСР. Около 40 лет на территории РСФСР действовали только два монастыря — Псково-Печерский и открытая в 1946 году Троице-Сергиева лавра.
Чтобы уверить окрестное население в «свободе совести в СССР» Совет по делам Русской православной церкви организовал летом 1946 года посещение монастыря патриархом Алексием.
С 1949 года по 1954 год наместником был архимандрит Пимен (Извеков), впоследствии Патриарх Московский и всея Руси.
В 1957 году в монастырь переселились семеро Валаамских старцев, в 1939 году перевезённые с острова Валаам в Финляндию.
С 1958 года по 1963 год насельником монастыря был иеросхимонах Сампсон (Сиверс). В 1963 году руководство монастыря выгнало его, по официальной версии — для избежания конфликта с советской властью (формально, хотя и после объявления амнистии, отец Сампсон бежал из лагеря и при этом вёл активную религиозную пропаганду). Это был не первый его конфликт с церковным руководством, первый произошёл ещё во время его пребывания в Свято-Троицкой Александро-Невской лавре, но закончился примирением. После обращения отца Сампсона к патриарху Алексию I конфликт был улажен, Сампсон был выведен за штат в Москву и в 1966 году был пострижен в великую схиму.
28 июля 1959 года указом патриарха Алексия наместником был назначен игумен Алипий (Воронов) (в 1961 году возведён в сан архимандрита), до 12 марта 1975 года трудившийся в деле восстановления и сохранения Псково-Печерской обители. Отец Алипий не позволил закрыть монастырь в тяжёлые для церкви годы хрущёвской антирелигиозной кампании, благодаря его усилиям в 1973 году в монастырь вернулись сокровища, вывезенные нацистами из ризницы монастыря, был произведён также ремонт крепостных стен, храмов и монастырских построек.
В 1980-е годы по благословению митрополита Иоанна (Разумова) в монастыре были проведены большие реставрационные работы.
В монастыре провели последние годы жизни митрополит Вениамин (Федченков), архиепископ Владимир (Кобец), епископы Феодор (Текучёв), Иоанникий (Сперанский), Андрей (Сухенко). Все они погребены в монастырских пещерах. В 1967—2006 годах в монастыре подвизался архимандрит Иоанн (Крестьянкин).
В 1986 году в Никольской башне монастыря был освящён храм в честь преподобномученика Корнилия, а в 1995 году на Святой горе монастыря — деревянная церковь в честь Псково-Печерских преподобных.
В сентябре 1995 года архимандрит Псково-Печерского монастыря Роман (Жеребцов) по требованию патриарха Алексия II подал в отставку. Он был обвинён прессой в том, что установил в монастырских пещерах гроб с телом Николая Гавриленкова, одного из руководителей Великолукской организованной преступной группировки, убитого 30 июня 1995 года.
С 1995 по май 2018 года наместником обители был архимандрит Тихон (Секретарёв).
В 2003 году иеросхимонах Симеон (Желнин), живший в монастыре с 1896 по 1960 год, был причислен к лику святых.
4 октября 2012 года открыт памятник Корнилию Псково-Печерскому (работы скульптора И. В. Голубева). Чин освящения совершил митрополит Псковский и Великолукский Евсевий (Саввин).
Решением Священного синода от 14 июля 2018 года митрополит Псковский и Порховский Тихон (Шевкунов) назначен священноархимандритом и игуменом обители. Его усилиями при Псково-Печерском монастыре был открыт филиал Сретенской духовной семинарии.
В феврале 2021 года монастырю были возвращены 12 минейных икон, похищенных немецкими оккупантами во время войны.
17 июня 2021 года Священный Синод постановил открыть Псково-Печерскую духовную семинарию и назначить митрополита Тихона исполняющим обязанности ректора духовной школы.
В 2023 году монастырь отметил 550-летний юбилей. В связи с этим в монастыре проводятся ремонтные и реставрационные работы. Завершение работ запланировано на 2024 год. В августе 2023 года у стен монастыря в рамках празднования юбилея появились памятники бабушке и псково-печерским старцам (последний установлен на месте памятника Корнилию Псково-Печерскому). В декабре того же года у монастыря появилась скульптура Архангела Михаила, являющаяся последней прижизненной работой Вячеслава Клыкова.
11 октября 2023 года священноархимандритом и игуменом монастыря назначен Арсений (Перевалов). 10 апреля 2024 года он был освобождён от должности, а игуменом монастыря назначен архиепископ Матфей (Копылов)

## Ансамбль монастыря
В монастыре находятся: Богом зданные пещеры (ближние и дальние), церкви: Успенская, Покровская, Сретенская, Михайловская (собор), Благовещенская, Лазаревская, Николы Вратаря, Воскресения Христова (в дальних пещерах), Корнилевская, Псково-Печерских преподобных, а также Звонница, Дом настоятеля, Братский корпус, Святые источники, Ризница, Крепостные стены с башнями.
В настоящее время ближние пещеры и Сретенская церковь открыты весь день. Вход в дальние Богом зданные пещеры осуществляется по предварительной договорённости. Успенский храм и Михайловский собор открыты только на время богослужений.

### Богом зданные пещеры

План Богом зданных пещер. Пронумерованы семь галерей-улиц подземного некрополя, проход в который идёт из ближних пещер. В конце 6-й галереи устроен храм в честь Воскресения Христова.

Комплекс Богом зданных пещер состоит из ближних и дальних пещер. Ближние пещеры — П-образные в плане и имеют протяжённость около 15 м. В них находятся гробницы с мощами преподобных Марка, Ионы, Лазаря и преподобной Вассы. Над гробницей преподобного Лазаря висят его вериги.
За ближними пещерами следуют дальние, состоящие из семи подземных галерей-улиц с пещерной церковью Воскресения Христова в конце 6-й галереи (церковной улицы) и кануном в конце центральной улицы. Эти пещеры являются монастырским кладбищем.
Протяжённость дальних пещер составляет около 200 м. В них постоянная температура — около +10° С. Первоначально пещеры служили только для погребения иноков. Затем в пещерах стали погребать благочестивых мирян: государственных деятелей, князей, дворян, ктиторов, паломников, защитников монастыря. Первым из мирян, захороненных в пещерах, был государев дьяк Мисюрь Мунехин (1528).

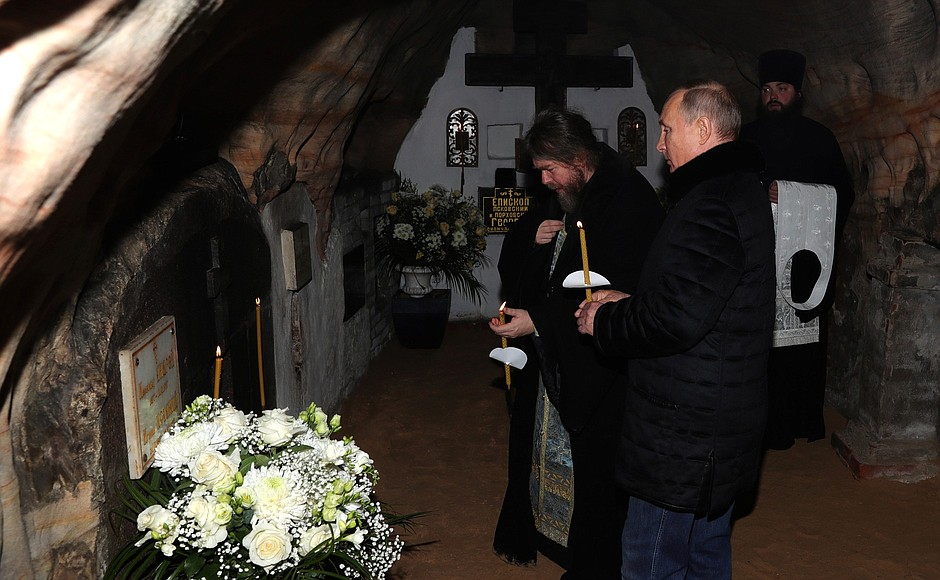
Президент России Владимир Путин и настоятель монастыря митрополит Тихон у гроба Иоанна Крестьянкина в Богом зданных пещерах

Рядом с кануном похоронены: епископ Георгий (Садковский), митрополит Вениамин, старцы Псково-Печерской обители, подвизавшиеся в ней в XX веке: валаамские старцы (иеросхимонах Михаил, схиигумен Лука, игумен Геннадий, монах Сергий, схимонах Николай, иеросхимонах Иоанн, схимонах Герман), архимандрит Серафим (Розенберг), архимандрит Иоанн (Крестьянкин).
На горнем месте храма Воскресения Христова похоронен архимандрит Алипий (Воронов), в нише храма за мраморной плитой похоронены другие старцы монастыря: схиархимандрит Агапий (Агапов), архимандрит Иероним (Тихомиров), схиигумен Савва (Остапенко), схиигумен Онисифор (Михайлов), схииеродиакон Марк (Мурин). В алтаре храма находится мраморная икона Воскресения Христова.
Среди мирян в пещерах погребены предки Александра Пушкина, Михаила Кутузова, Модеста Мусоргского, Алексея Плещеева, Василия Татищева и другие. В пещерах покоятся представители древнего рода Симанских, из которого произошёл патриарх Московский и всея Руси Алексий I.
В настоящее время мирян в пещерах не хоронят; монахов же погребают на пятой и шестой улицах. Их хоронят в гробах, помещаемых в стены пещер, не засыпая землёй. При этом в пещерах отсутствует запах тления тел усопших. В январе 2019 года митрополит Псковский и Порховский Тихон заявил, что доступ паломников и туристов в пещерный комплекс будет ограничен из-за того, что температура в пещерах поднимается до 10—15° С, в то время как оптимальной является температура 5° С.
Общее число захоронений составляет около 10 тысяч.

### Успенская пещерная и Покровская церкви

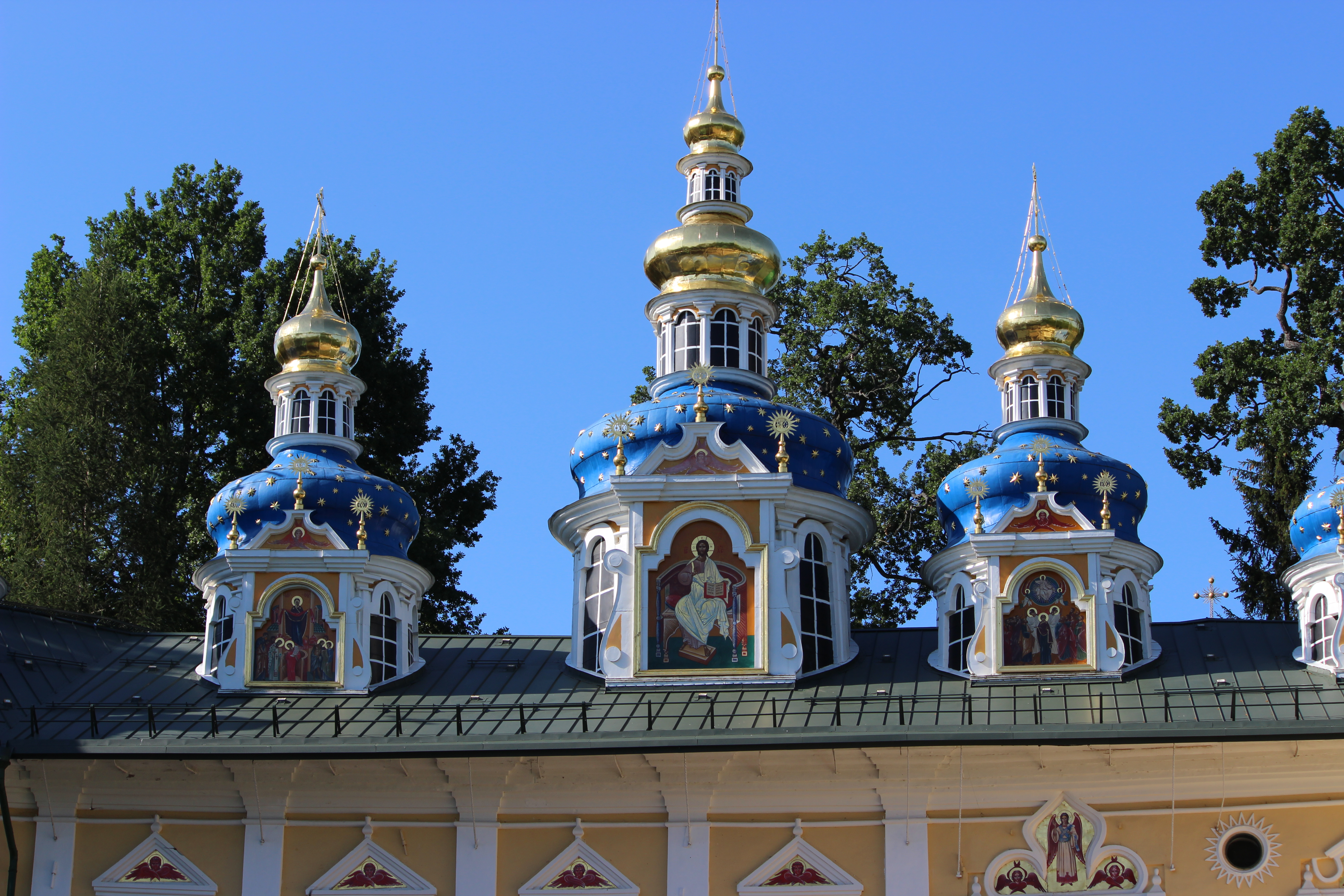
Купола Покровской церкви

Успенская пещерная церковь является главным и самым древним храмом монастыря. Она была выкопана в холме из песчаника отцом Иоанном (в постриге Ионой) и освящена в 1473 году. Успенская церковь имеет только передний фасад, её противоположная сторона уходит в гору. В 1523 году при игумене Дорофее церковь была обновлена и расширена, устроен придел во имя преподобных Антония и Феодосия Киево-Печерских. Строительством руководил государев дьяк Мисюрь Мунехин. В 1758—1759 годах над храмом построили Покровскую церковь. Таким образом, Успенский и Покровский храмы имеют общий фасад. Вход в Покровский храм осуществляется из дальних Богом зданных пещер. В XIX веке над Успенско-Покровским храмом возвели разноцветные купола в стиле украинского барокко, по форме напоминающие главы Успенского собора Киево-Печерской лавры.
В Успенском храме находятся:
- чудотворная Псково-Печерская икона Успения Божией Матери в житии (с изображением по сторонам важнейших событий из жизни Богоматери), по одной из версий, написанная псковским иконописцем Алексеем Малым и в 1521 году подаренная монастырю;
- два чтимых списка с чудотворной иконы «Умиления» Божией Матери, написанных в XVI и XIX веках;
- рака с мощами преподобномученика Корнилия;
- икона святителя Николая в житии, XVI век.

### Церковь Николы Вратаря

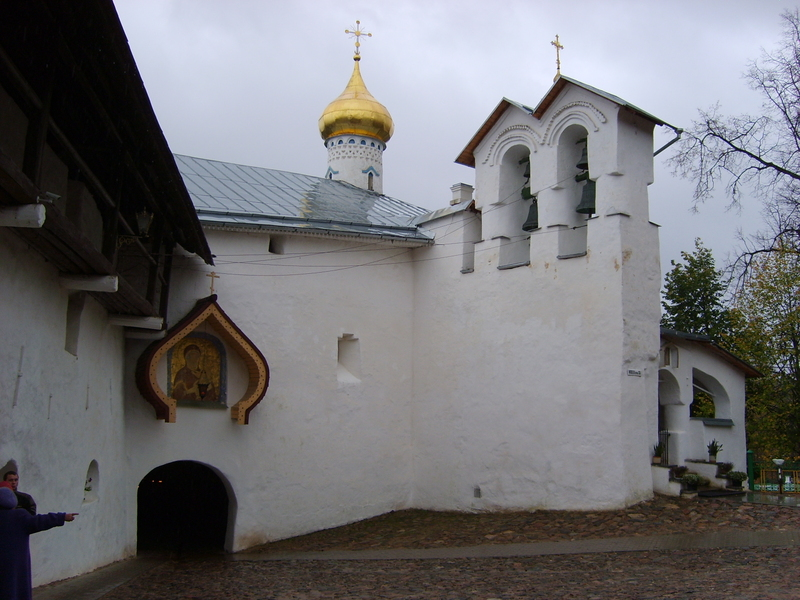
Сохранившийся участок первоначальной стены между Тюремной башней и церковью Николы Ратного, на котором устроена звонница.

Построена зодчим Павлом Заболотным в 1564 году (по другим сведениям, в 1565 году), возможно, одновременно со строительством крепостных стен вокруг монастыря. Освящена во имя Николая Чудотворца. Надвратная церковь могла какое-то время служить главным входом в монастырь, Святыми воротами. В этом случае Никольская башня и дополнительные прясла стен, образовавшие захаб перед воротами, были пристроены несколько позднее. Церковь сейчас имеет общую кровлю с Никольской башней крепостной стены. На участке первоначальной стены, между Тюремной башней и церковью, была устроена небольшая звонница, предположительно одновременная храму, крыльцо которого выполняло роль контрфорса, поддерживавшего звонницу. Эта внутренняя стена захаба была впоследствии разобрана. Из-за того, что церковь была построена как надвратная, её называют церковью Николы Вра́таря, а также Николы Ратного (в церкви имеется деревянное фигурное изображение Николы с мечом в руке).

### Большая звонница

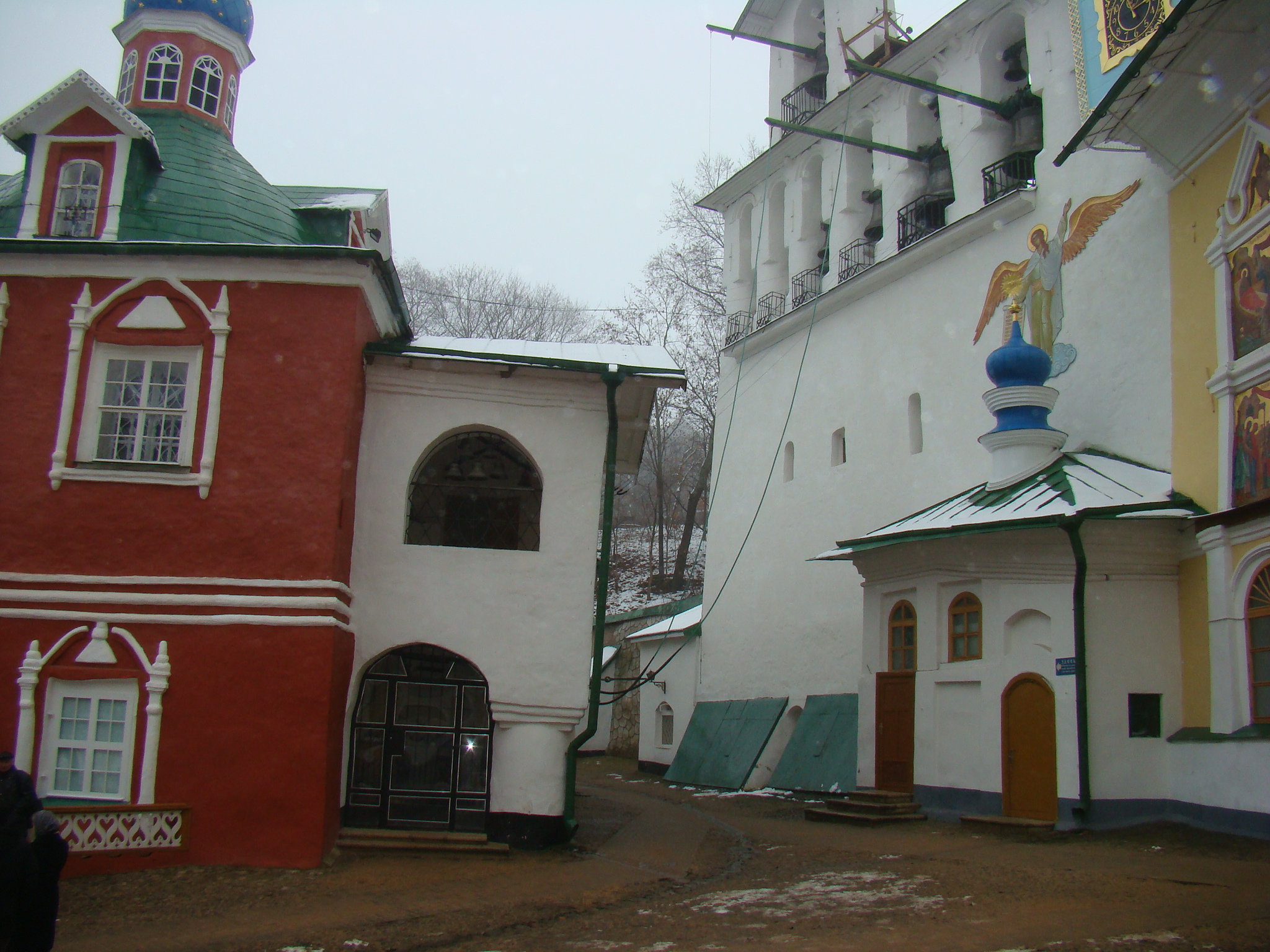
Большая звонница

К востоку от Успенского собора, по той же линии, находится главная монастырская колокольня, или звонница, каменная из нескольких столбов, поставленных в одну линию, от запада к востоку. Возведение звонницы было начато в 1523 году на месте старой деревянной.
Большая звонница — одно из крупнейших архитектурных сооружений подобного типа (как и звонница Новгородского Софийского собора, звонницы церкви Богоявления и Пароменской Успенской церкви во Пскове).
Она насчитывает шесть основных пролётов (звонов) и седьмой, пристроенный позднее, благодаря чему образуется как бы второй ярус.
Собрание колоколов Псково-Печерского монастыря — более тридцати колоколов — одно из самых значительных как на Псковской земле, так и в Северо-Западной России, хотя легенда о пожаловании монастырю трёх его самых больших колоколов русскими государями: «Часового» — Борисом Годуновым (хотя колокол отлит в 1765 году, 1818.2 кг), «Полиелейного» (2637.2 кг, отлит в 1558 году Кузьмой Васильевым и Логином Семёновым) — Иваном Грозным и «Большого» («Праздничного») — Петром I не соответствует действительности. Самым тяжёлым в собрании является «Праздничный» колокол Большой звонницы, отлитый в 1690 г. псковичом Фёдором Клементьевым, его точный вес не известен.

### Михайловский собор

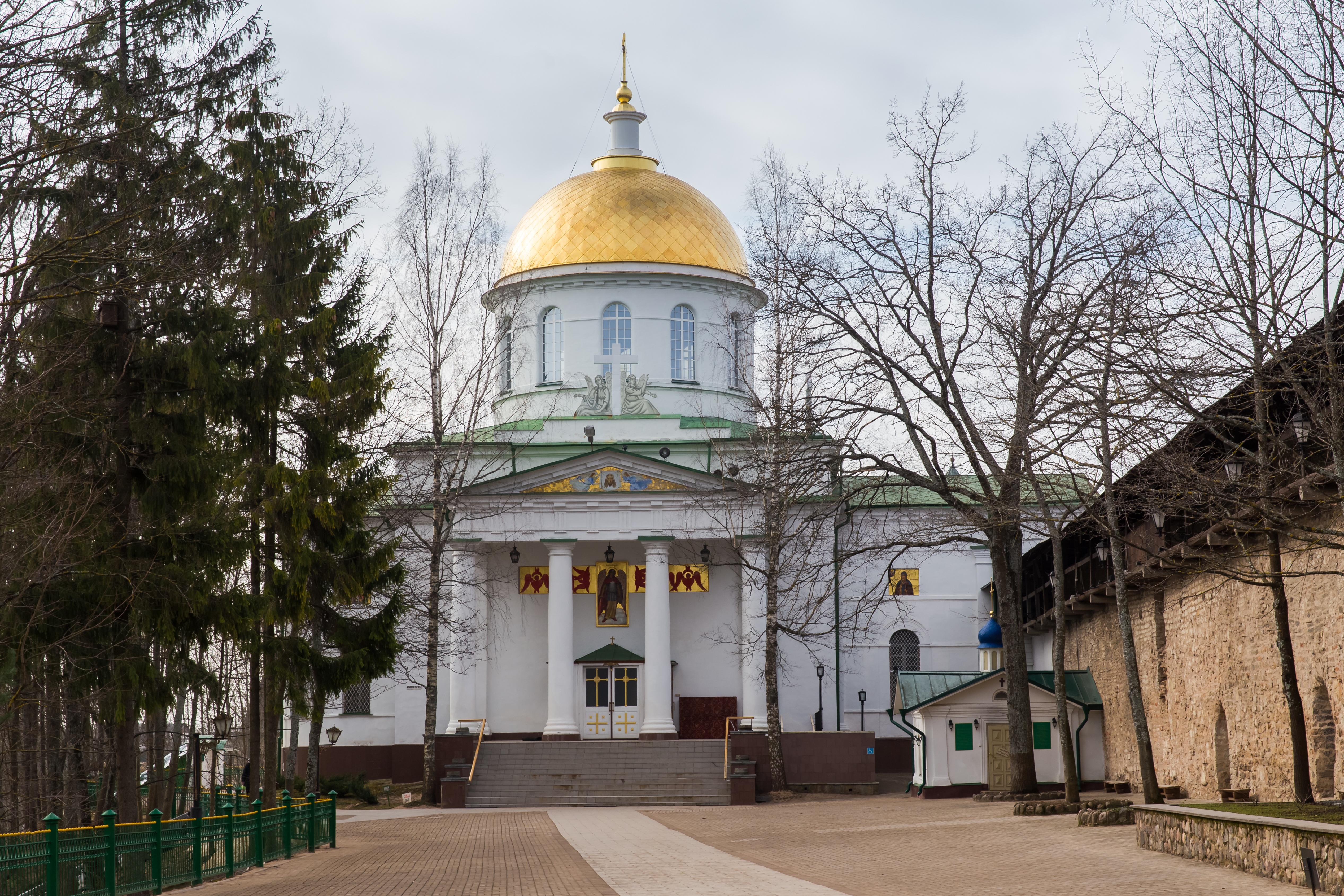
Михайловский собор

Собор в честь архистратига Божиего Михаила является самым большим строением монастыря. Был сооружён в 1815—1827 годах по проекту итальянского архитектора Луиджи Руска в стиле классицизма. Собор построен в память избавления Пскова от нашествия Наполеона, произошедшего после совершения крестного хода с Псково-Печерской иконой Божией Матери Умиление вокруг Пскова. В ночь на следующий день (8 (20) октября 1812 года) русские войска под командованием генерал-фельдмаршала графа Петра Витгенштейна освободили Полоцк (Второе сражение под Полоцком), тем самым избавив Псков от опасности.
На металлических позолоченных досках, установленных в храме, выбиты имена командиров и число воинов корпуса Витгенштейна.
Святыней храма является десница святой мученицы Татианы, переданная архимандриту Иоанну (Крестьянкину) в 1977 году.
Чудотворная Псково-Печерская икона «Умиление» была помещена у правого клироса храма.

### Сретенская церковь
Перестроена в 1870 году в русском стиле из бывшей монастырской трапезной палаты, построенной в 1541 году и примыкавшей с запада к Благовещенской церкви. Предполагается, что переделка не коснулась несущих конструкций и в целом под поздним декором сохранились стены здания XVI века. В подклете первоначально располагались монастырские «службы» — хлебня, мукосейня, казна (для которой впоследствии было выстроено отдельное здание ризницы), погреб «капустной»; сейчас его занимают помещения читального зала и овощехранилища.
В храме находятся списки с чудотворных икон Божией Матери «Троеручица» и «Взыскание погибших», в 2003 году установлена рака с мощами преподобного Симеона (Желнина).

### Ризница
Монастырская ризница, или Большая казна (церковная сокровищница), при игумене Корнилии размещалась в подклете Благовещенской трапезной церкви. Датировка современного отдельного здания ризницы давалась различными учёными в пределах XVI—XVIII веков; известно, что какая-то ризница сгорела в пожаре 1687 года. Последние исследования с привлечением большого числа документов, включая сохранившиеся изображения, материал ризницы (кирпич) и приказные монастырские книги позволяют датировать постройку концом XVII века, после пожара конца 1687 года и до начала Северной войны. Более конкретно предлагается 1688 год, когда за кирпичную работу тихвинцам каменщикам Исачко Федосееву и Сенке Иванову, кирпичному мастеру Патрекею Леонтиеву и печерскому каменщику Данилке Герасимову было «выплочено» в общей сложности более десяти рублей. Трёхэтажное здание находится напротив Большой звонницы, примыкая к Сретенскому храму. Имеет три яруса и завершается небольшим синим куполом с золотыми звёздами. На этажах расположены склад, собственно ризница и библиотека.
В ризнице хранятся золотые и серебряные кресты, драгоценные оклады и ризы, плащаницы, облачения, золотая и серебряная церковная утварь, подарки монастырю от русских царей и императоров. Все эти ценные предметы были вывезены немецкими захватчиками во времена Великой Отечественной войны 1941—1945 годов, после чего возвращены при помощи правительства ФРГ в монастырь в 1973 году при наместнике Алипии (Воронове). Из 566 вывезенных предметов было возвращено 504 (остальные 62 пропали).

### Святые источники
В монастыре имеется два святых источника: в честь преподобномученика Корнилия (находится напротив Успенского храма, рядом с ризницей) и артезианский — в честь иконы Божией Матери Живоносный источник (находится напротив Благовещенского храма). В 1911 году над Живоносным источником была построена шестигранная часовня.

### Стены и башни

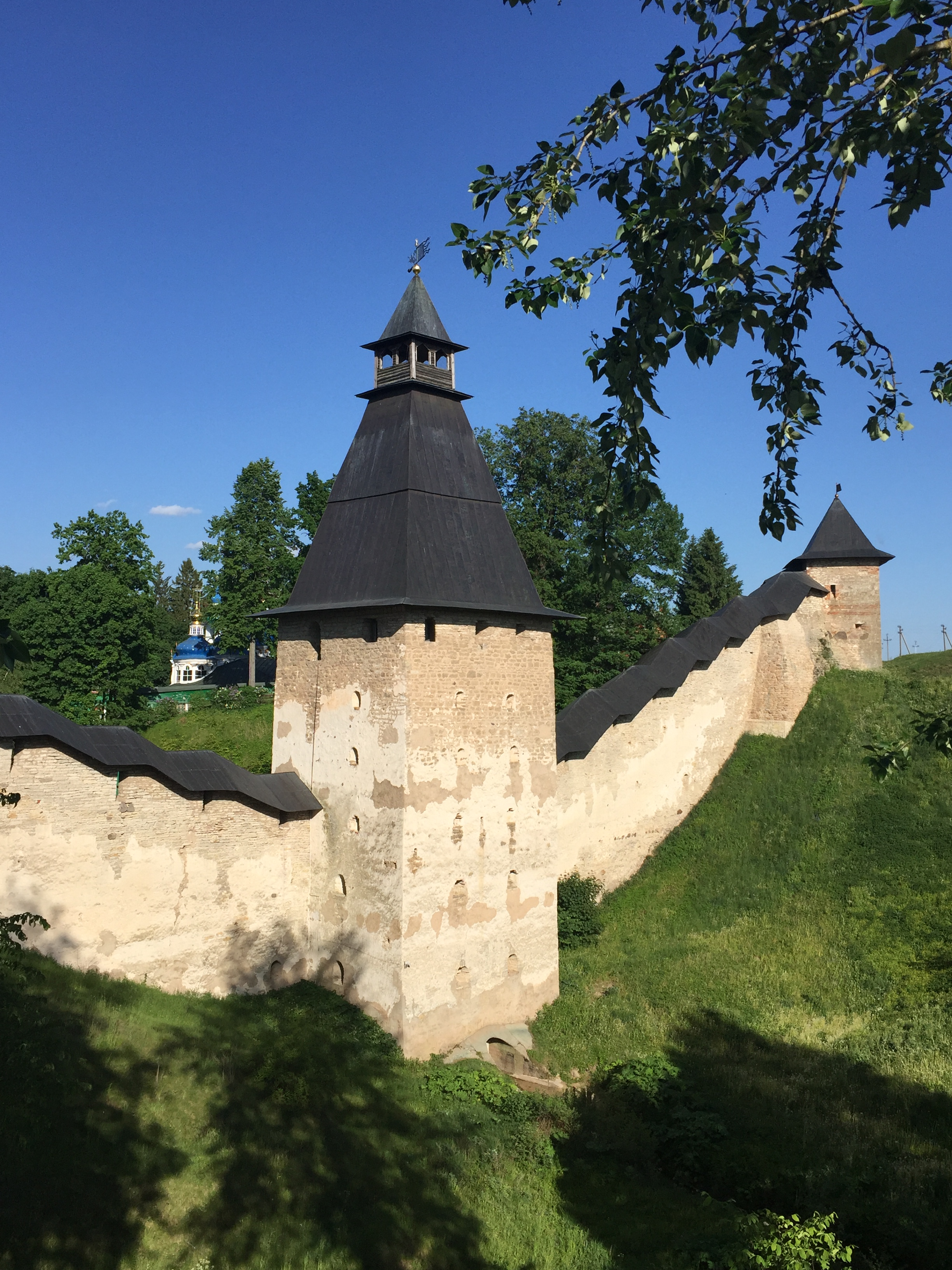
Крепостная стена

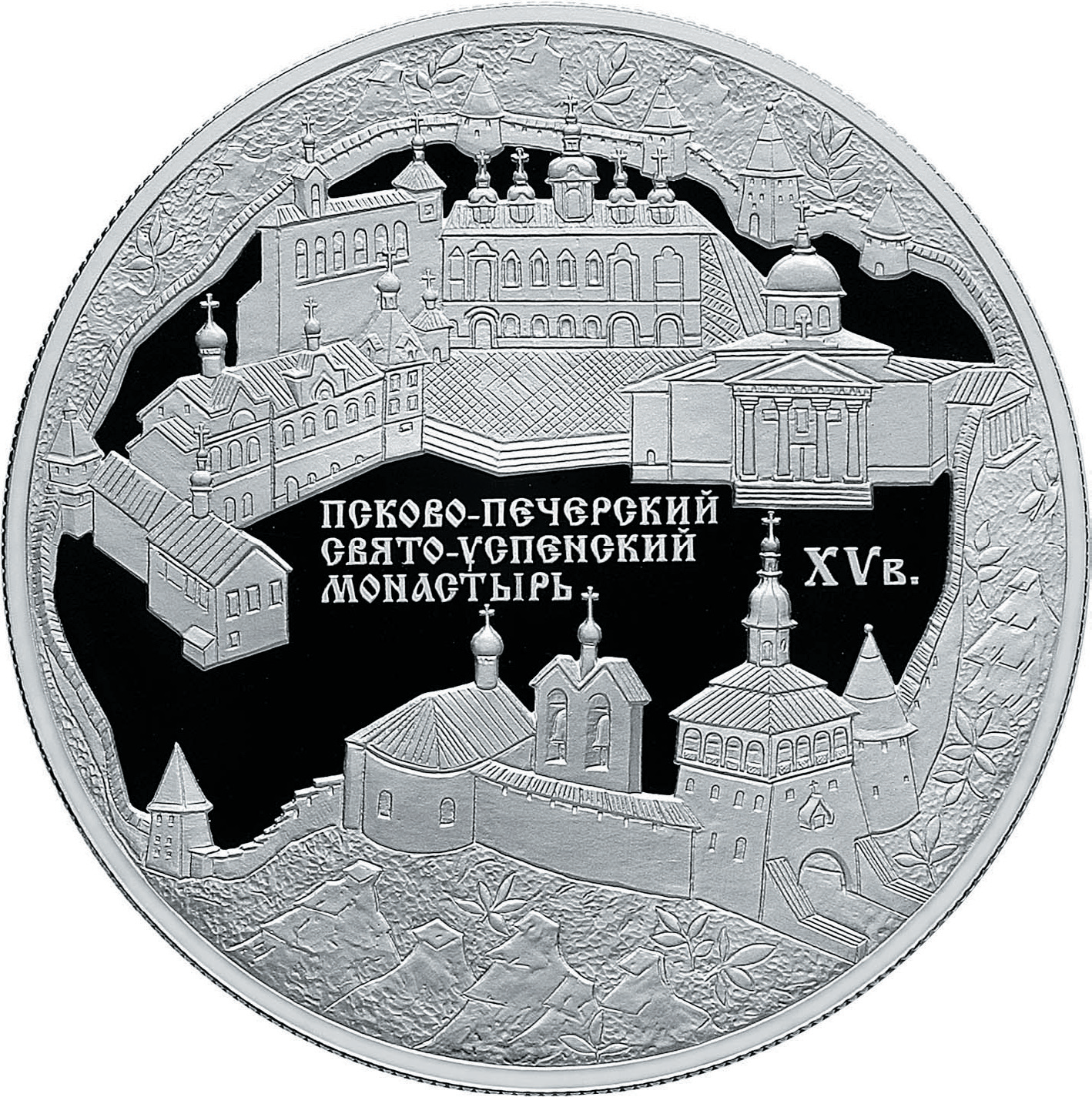
Псково-Печерский Свято-Успенский монастырь — серебряная памятная монета Банка России, 2007 г.

Каменные стены с шестью башнями и тремя воротами были построены в 1558—1565 годах в начале Ливонской войны для защиты от ливонцев, имеющих сильную крепость Нейгаузен в 20 км от монастыря. Позднее были построены ещё четыре башни. Псково-Печерская крепость выдержала двухмесячную осаду отряда войск Стефана Батория и венгерского отряда под командованием Борнемиссы в 1581 году, и впоследствии неоднократно участвовала в приграничных боевых действиях вплоть до конца Северной войны в 1721 году.
В настоящее время монастырь содержит 9 башен, на месте Брусовой башни, разрушенной в 1581 году, был построен собор Михаила Архангела. Святые ворота монастыря находятся в Петровской башне, построенной в XVII веке (первоначально использовались ворота под Никольской надвратной церковью, проход осуществлялся через захаб, образованный пристроенной к ней снаружи (возможно, несколько позднее самой надвратной церкви) Никольской башней).
Башня верхних решёток — рядом с Тайловской башней, над оврагом и протекающем по его дну ручьём Каменец. В нижней части башни выложена небольшая каменная арка, сквозь которую воды ручья попадают внутрь крепости. Каменная арка или свод закрывался железной решёткой, чтобы осаждающие не воспользовались ручьём для проникновения в крепость. Решётка дала наименование и самой башне. Несмотря на то, что башня Верхних решёток стоит на дне оврага, она самая высокая в Печорской крепости, и её верхняя точка достигает высоты 25 метров. За стенами скрыты 6 боевых ярусов с бойницами и широкими камерами для установки пушек. Шатёр башни увенчан дозорной площадкой — караульней, караульной избой, с которой хорошо просматриваются подходы к крепости и ближайшая местность. От башни, словно крылья, расходятся участки стен — прясла, соединяя в одно целое башни, поставленные на берегах оврага. Особенно живописно этот участок боевых укреплений смотрится с туристической площадки, расположенной почти напротив башни Верхних решёток.
Башня нижних решёток, так же, как и Башня верхних решёток, поставлена на дне оврага, ниже по течению ручья, и замыкает северо-восточную дугу крепостной стены. Ручей здесь становится шире и глубже, чем там, где попадает в крепость. Башня нижних решёток имеет четыре боевых яруса. На каждом из трёх нижних по четыре бойницы с широкими боевыми камерами. На самом верхнем ярусе — семь бойниц. Их расположение позволяло брать под контроль практически все направления возможных атак. Кроме того, на третьем ярусе имелся выход на крепостную стену. Эта деталь очень важна, ведь рядом с башней находятся нижние ворота. Чтобы усилить защиту ворот, над ними в крепостной стене были установлены бойницы, между которыми расположен киот с изображением Спаса.

## Настоятели и наместники
Игумены
- Иона
- Селиван, иеромонах
- Иона
- Сергий
- Симон
- Дорофей
- Герасим
- 1529 — 20 февраля 1570 - Корнилий
- 1571—1572 - Савва
- 1572 — ? - Сильвестр
- Трифон
- около 1580—1583 - Тихон
- Никон I
- Мелетий
- 1593 — не позднее 1611 - Иоаким

Архимандриты
- не позднее 1611 — 6 июля 1616 - Иоаким
- 1617—1621 - Антоний I
- 3 февраля 1621—1627 - Иоасаф I
- 1627—1634 - Иов
- 1634—1639 - Порфирий
- 1639—1643 - Рафаил
- 1643—1650 - Макарий
- 1650—1656 - Митрофан
- 1656—1663 - Зосима
- 1663—1669 - Герасим
- 1669—1682 - Паисий
- 1682—1686 - Иоасаф II
- 1686—1699 - Паисий II
- 1699 - Корнилий II
- 1706 — ? - Аарон
- 1711—1724 - Феодосий
- 1724—1726 - Маркелл (Радышевский)
- 1726—1729 - Филарет
- 1730—1731 - Вениамин (Сахновский)
- 1731—1732 - Кирилл
- 1732—1745 - Игнатий (Расновский)
- 1746—1753 - Геннадий (Андреевский)
- 1753—1785 - Иосиф
- 1785—1792 - Варлаам (Головин)
- 1792—1800 - Пётр
- 1800—1835 - Венедикт
- 1835—1844 - Антоний II
- 24 января 1845—1850 - Антоний (Шокотов)
- 1850—1856 - Никон II
- 26 октября 1856—1864 - Аполлос (Беляев)
- 1864—1868 - Феогност (Лебедев)
- 1868—1882 - Павел (Доброхотов)
- 1882—1885 - Нафанаил (Соборов)
- 1885—1890 - Павел
- 1890—1894 - Иннокентий
- 1894—1906 - Мефодий (Холмский)
- 26 апреля 1906—1914 - Никодим (Воскресенский)
- 1914—1917 - Августин (Синайский)
- 1917—1918 - Александр (Петровский)
- 1919—1920 - Аркадий (Чанк)
- октябрь 1920—1932 - Иоанн (Булин)
- 1932—1940 - Николай (Лейсман)
- 1940—1941 - Парфений (Шатинин)
- декабрь 1941—1944 - Павел (Горшков)
- 1944—1946 - Агафон (Бубиц)
- 1946 - Никон (Мико)
- 1946—1947 - Нектарий (Григорьев)
- 1947—1949 - Владимир (Кобец)
- конец 1949 — конец 1953 - Пимен (Извеков)
- 1954—1956 - Сергий (Гаврилов)
- 1956 — 1 октября 1959 - Августин (Судоплатов)
- 28 июля — 3 сентября 1959, 6 октября 1959 — 12 марта 1975 - Алипий (Воронов)
- 7 апреля 1975—1988 - Гавриил (Стеблюченко)
- 26 августа 1988 — март 1992 - Павел (Пономарёв)
- 1992 — 6 октября 1995 - Роман (Жеребцов)
- 17 августа 1995 — 22 мая 2018 - Тихон (Секретарёв)
- 14 июля 2018 ― 11 октября 2023 - Тихон (Шевкунов)
- 11 октября 2023 ― 10 апреля 2024 - Арсений (Перевалов)
- 1 августа 2021[46] — 13 февраля 2024, исполняющий обязанности наместника — Иларион (Карандеев)
- с 10 апреля 2024 года - Матфей (Копылов)

## Прочие сведения
Митрополит Тихон (Шевкунов) на основе снятых в монастыре в 1986 году материалов создал фильм «Псково-Печерская обитель». В 2011 году была издана его книга «„Несвятые святые“ и другие рассказы», многие сюжеты которой связаны с Псково-Печерским монастырём, где подвизался автор.